# Коллекции Гербария Московского университета
Гербарий Московского университета (MW) — второй по величине коллекций гербарий России, насчитывающий 1 030 669 образцов (на ноябрь 2017 года), прирост фондов в 2016 г. — 22 013 образцов. 
В 2015—2017 годах в рамках проекта Московского университета по созданию национального банка-депозитария живых систем осуществлена полная оцифровка (сканирование, создание базы данных) фондов Гербария. На конец 2017 года отсканированы и опубликованы в интернете сканы 911 тыс. образцов .

## Общая информация о коллекциях
На сегодняшний день Гербарий Московского университета занимает полностью два зала, первоначально отведенных под коллекции более 50 лет назад, при переезде биолого-почвенного факультета МГУ с Моховой улицы на Ленинские горы; часть коллекций ныне хранится уже за пределами отведенных для них помещений. Два зала на 4 и 5 этажах биолого-почвенного корпуса МГУ имеют общую площадь 360 м², на которой размещается примерно 90 % коллекций Гербария. В зале на 5 этаже (аудитория № 501) размещены 74 специальных дубовых гербарных шкафа (315 х 148 х 55 см), каждый из которых включает 6 секций (по 2 секции, расположенных в три яруса), закрывающихся индивидуальными дверками. Каждая секция включает 10 ячеек (полок) с внутренними размерами 18 х 48 х 32 см, расположенными в две колонки. Здесь размещаются отделы Кавказа, Крыма и большая часть отдела Восточной Европы. В зале на 4 этаже (аудитория № 401) также находятся 74 таких же шкафа и расположены коллекции отделов Сибири и Дальнего Востока, Средней Азии и Казахстана, Монголии, Западной Европы, Зарубежной Азии, Восточной Европы (архегониаты).
В особом помещении (аудитория № 502а) хранятся все классические старинные коллекции Гербария. В рекреации, примыкающей к залу на 5 этаже, расположены ещё четыре шкафа, в которых размещена часть коллекции отдела Восточной Европы (злаки). В аналогичной рекреации 4-го этажа находятся ещё два шкафа, в которых хранятся африканские и австралийские коллекции, а также гербарий из ботанических садов и дендрариев. В учебной аудитории № 502 на кафедре геоботаники в трех шкафах хранятся американский гербарий и учебный гербарий для малого практикума.
Во всех отделах Гербария Московского университета коллекции сосудистых растений расположены по системе А. Энглера в соответствии с нумерацией родов в «Индексе…» Далла Торре и Гармса. В пределах родов виды располагаются в порядке латинского алфавита видовых эпитетов. Наконец, образцы, относящиеся к одному виду, расположены согласно районированию, принятому в данном отделе.
Гербарий мхов не хранится единым массивом: он занимает отдельные свободные створки в ряду шкафов, находящемся между кафедрами геоботаники и высших растений (в общей сложности примерно четыре шкафа).
Имеющиеся ёмкости гербарного хранилища близки к исчерпанию в связи с острейшей нехваткой гербарных шкафов и места для их размещения. Наиболее заметна переполненность полок в секторе Западной Европы, Восточной Европы и Америки. Подобная ситуация ведёт к быстрому изнашиванию и физическому повреждению коллекций при перемещении пачек с растениями «с заметным усилием» на полки. В некоторых случаях это является фактором отказа от включения вновь поступающих материалов. Относительно просторно лежат коллекции из Крыма, Африки, отчасти Сибири.
Современную географическую структуру коллекций Гербарий обрёл в последние 25-30 лет. Из отдела Сибири и Дальнего Востока был выделен особый отдел Монголии, а из отдела европейской флоры — отдел флоры Крыма. В начале работ по инвентаризации фондов Гербария была проведена корректировка районирования в некоторых отделах.
Современное подразделение Гербария на отделы выглядит следующим образом:
1. Восточная Европа (EEu)[5]
2. Крым (Ta)
3. Кавказ (Ca)[5]
4. Сибирь и Дальний Восток (Si)[5]
5. Монголия (Mo)
6. Средняя Азия и Казахстан (MAs)[5]
7. Западная и Центральная Европа (Eu)
8. Зарубежная Азия (без Монголии) (As)
9. Африка (Af)
10. Северная и Южная Америка (Am)
11. Австралия и Новая Зеландия (Au)
12. Океания (Oc)
13. Субантарктика (An)
14. ботанические сады и дендрарии
15. гербарий мохообразных[5]
16. исторические и именные коллекции